# Anonymomys mindorensis
Anonymomys mindorensis е вид бозайник от семейство Мишкови (Muridae), единствен представител на род Anonymomys.

## Разпространение
Видът е разпространен във Филипини.